# Pylkönmäki
Pylkönmäki este o fostă comună din Finlanda.